# Андре Масон
Андре Масон (на френски: André Masson) е френски художник. 

## Биография
Роден е на 4 януари 1896 г. в Балани сюр Терен (Balagny-sur-Thérain), Северна Франция. Семейството му се премества в Белгия. Приет е в Художествената академия в Брюксел едва единадесетгодишен, а после продължава образованието си в Париж. В свободните си месеци пътува. Под влиянието на Ницше става вегетарианец. През Първата световна война е мобилизиран и е тежко ранен в сражение през април 1917 г. Прекарва две години в болница и психиатрия. Лекарите го съветват да търси спокойствието на природата извън големите градове, за да преодолее безсънието и нервността. 

## Творчество
През 1922 г. интересите му в изкуството постепенно го свързват с формиращото се движение на сюрреалистите. През 1925 г. е открита първата сюрреалистична изложба в галерия „Пиер“ където са изложени и негови картини. Масон не харесва ръководителя на движението, поета и философ Бретон заради догматичното му управление на сюрреалистичната школа. Пет години по-късно скъсва връзките си с ръководителя и със самото движение. 
Андре Масон изобретява своя метод на работа и го определя като автоматично следене на протуберансите сред подсъзнанието. Художникът твърди, че следва импулсите, които формират отношението ни към линията, произхода на йероглифите и психологическите корени на изкуството. Според художника, този метод се наблюдава съхранен от традициите на източното изкуство и свързаните с това принципи на калиграфия. 
Масон се сприятелява с поета и философа Жорж Батай и става последовател на особеното тайно общество около поета, чийто символ е човекът с отрязана глава. През 1937 г. Батай и Масон, пристрастени към красотата на човешката жертвоготовност се предлагат доброволно да им бъдат отрязани главите. Ако се вярва искрено на желание им, то истината е, че не се намира палач, който да изпълни желанието им. 
Пикасо се възхищавал от творбите на Масон – обратно, Масон намирал Пикасо за твърде дресиран, а кубизмът не бил изкуството, което стига корените на психологичните ни извори. Харесвал мисълта на Хераклит, че пламъкът израства от смъртта на различни материи. За Масон творческата яркост била субстанция на чувството за смърт. 
През 1942 г. при завземането на Франция от нацистите Масон е преследван за антифашистки изказвания, а изкуството му обявено за шизофренично. Масон намира начин да напусне страната и емигрира в САЩ. Счита се, че във времето на престоя си в САЩ, неговите идеи особено силно повлияват за формиране на т. нар. американски абстракционизъм и особено на Джаксън Полък.  
През 1945 г. се завръща отново в Париж. Работи в областта на живописта, графиката и оформлението на книгата. 
През 1946 г. на изложба на френското изкуство в София са представени няколко картини на Андре Масон. 
През 1966 г. художникът стенописва тавана на парижкия театър „Одеон“. 
Андре Масон умира на 28 октомври 1987 г. в Париж на деветдесет и една години. 

## Награди
Отличен е с Националната награда на Франция за принос към изкуството през 1954 г. Посветен му е документалният филм на Жан Гремийон „Масон и четирите стихии“. 
Творбите му се намират в авторитетни музеи и колекции: сбирката на Пеги Гугенхайм във Венеция, Музея за модерно изкуство в Ню Йорк, Тейт, Института „Корто“, Лондон и др. 

## Семейство
Единият му син, Диего Масон (роден през 1935 г.), е композитор и перкусионист, докато другият му син, Луис Масон, е актьор. Дъщеря му, Лили Масон (родена през 1920 г.), е художник. 